# Томас Естрада Пальма
Томас Естрада Пальма (ісп. Tomás Estrada Palma; 6 липня 1832 — 4 листопада 1908) — кубинський державний і політичний діяч, перший президент Куби.

## Біографія
Здобув юридичну освіту, закінчивши Севільський університет.
Брав активну участь у боротьбі за незалежність Куби від Іспанії та в чині генерала командував військами під час війни 1868—1878 років. Зазнавши поразки від іспанських військ, емігрував до Нью-Йорка, де співпрацював з Хосе Марті. Після загибелі останнього Естраду обрали лідером Кубинської революційної партії.
Проголошений 1895 року революційний уряд відрядив Естраду в якості свого представника до Вашингтона, де він за допомоги американських фінансистів розробив нереалізований план викупу острова в Іспанії за 150 мільйонів доларів. Також він сприяв початку Іспансько-американської війни.
1901 року генерал Леонард Вуд, який керував Кубою після її захоплення Сполученими Штатами, оголосив про проведення президентських виборів. Республіканська ліберальна партія під керівництвом Хосе Мігеля Гомеса та Національно-ліберальна партія Альфредо Саяса оголосили про підтримку Естради, кандидата Поміркованої партії, який не проводив передвиборчу кампанію, проживаючи у США та будучи їхнім громадянином. Єдиний суперник Естради Пальми генерал Бартоломе Масо зняв свою кандидатуру на знак протесту проти відвертої підтримки Пальми окупаційною владою. Зрештою 31 грудня 1901 року Пальму обрали першим президентом Куби.
Після того, як Куба ухвалила закон про зниження митних тарифів на американську продукцію та внесла до своєї конституції поправку Платта, що дозволяла США утримувати військові бази на острові, окупаційний режим було знято. Уряд Естради сприяв діяльності американських компаній на Кубі та 16 лютого 1903 року підписав договір, відповідно до якого Сполученим Штатам було передано в оренду під військову базу бухту Гуантанамо.
1906 року на других президентських виборах Естрада Пальма знову здобув перемогу, втім потужні протести з боку поміркованої опозиції змусили лібералів на чолі з Естрадою просити США про введення військ, в результаті чого на Кубі знову було встановлено окупаційний режим, а Естрада вийшов у відставку.

## Пам'ять
На Алеї президентів у Гавані після смерті Естради йому встановили пам'ятник, який знесли після приходу до влади Фіделя Кастро.